# Cúng Mụ
Cúng Mụ là phong tục cúng tạ ơn và cầu phúc tới các bà Mụ, những Tiên nương theo quan niệm dân gian tương truyền phụ trách việc sinh nở và nặn ra những đứa trẻ.
Lễ cúng Mụ thịnh hành trong một số dân tộc châu Á trong đó có dân tộc Việt, và thường được tổ chức vào những thời điểm khi đứa trẻ mới sinh được: 3 ngày (đầy cữ), 1 tuần, 1 tháng (đầy tháng), 100 ngày (đầy tuổi tôi) và 1 năm (thôi nôi hoặc đầy năm). 
Khi trẻ đã đạt đến mốc tuổi nhất định: 3 tuổi, 6 tuổi, 9 tuổi và 12 tuổi thì sẽ làm lễ cúng căn ở mỗi mốc tuổi trên, lễ cúng căn 12 tuổi sẽ là lễ cúng dứt căn và cũng là lễ cúng Mụ cuối cùng cho trẻ.

## Lễ vật cúng Mụ

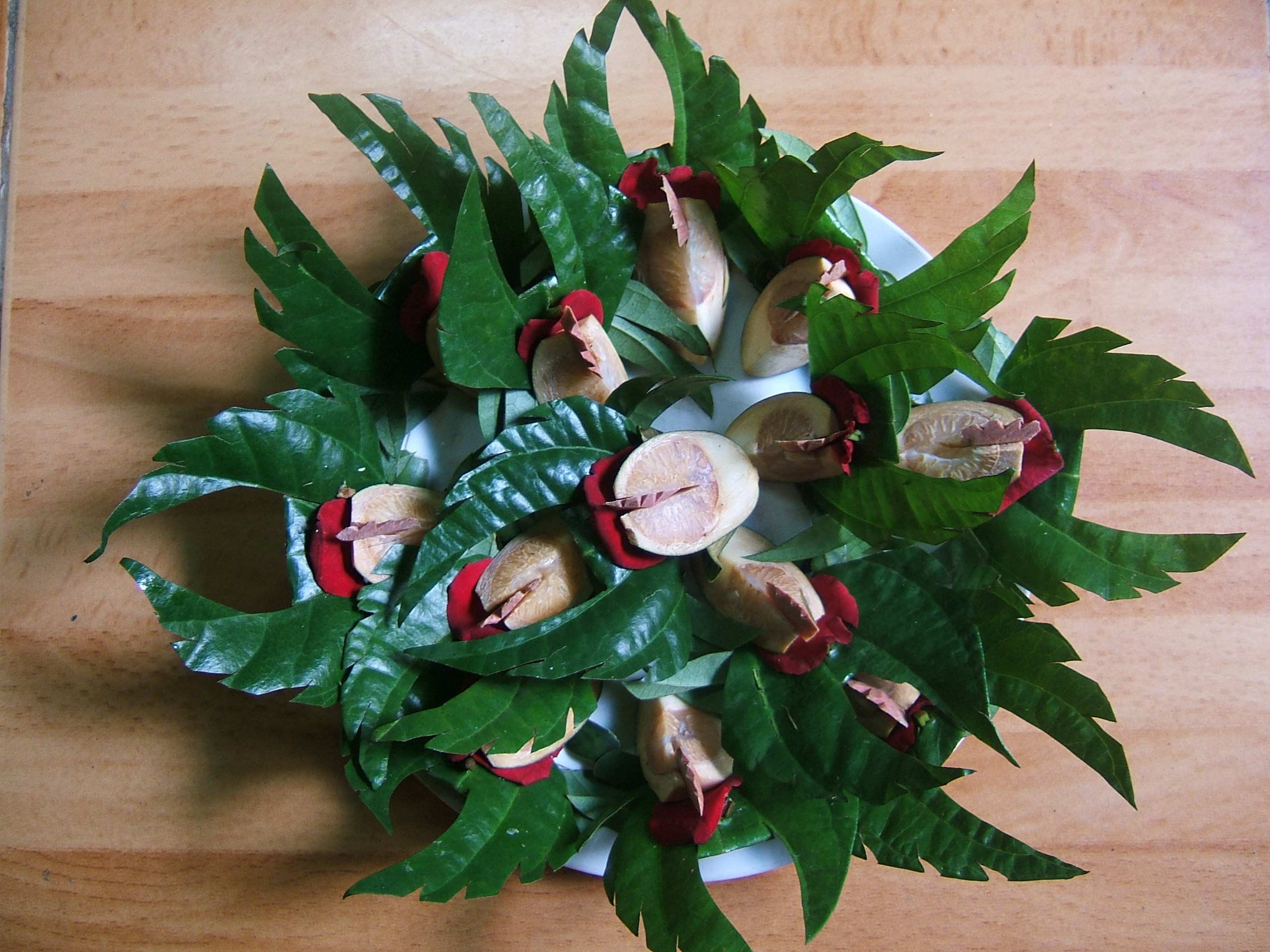
Một đĩa trầu têm cánh phượng dùng trong lễ cúng Mụ của người Việt, bao gồm 12 miếng nhỏ và 1 miếng lớn hơn